# گبر (دهانه)
گبر یک دهانه برخوردی در ماه‌ است.

## دهانه‌های اقماری
این دهانه ۹ دهانه اقماری دارد.
| Geber | عرض جغرافیایی | طول جغرافیایی | قطر          |
| ----- | ------------- | ------------- | ------------ |
| A     | ۲۱.۸° S       | ۱۴.۷° E       | ۱۴.۰ کیلومتر |
| C     | ۲۲.۱° S       | ۱۴.۹° E       | ۱۱.۰ کیلومتر |
| B     | ۱۹.۰° S       | ۱۳.۰° E       | ۱۹.۰ کیلومتر |
| E     | ۲۰.۵° S       | ۱۲.۹° E       | ۶.۰ کیلومتر  |
| D     | ۱۹.۳° S       | ۱۱.۹° E       | ۵.۰ کیلومتر  |
| F     | ۱۹.۹° S       | ۱۳.۲° E       | ۵.۰ کیلومتر  |
| H     | ۱۷.۹° S       | ۱۲.۵° E       | ۴.۰ کیلومتر  |
| K     | ۱۷.۵° S       | ۱۰.۶° E       | ۵.۰ کیلومتر  |
| J     | ۲۰.۰° S       | ۱۵.۹° E       | ۴.۰ کیلومتر  |